# Пуговица

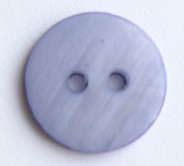
Пуговица с двумя отверстиями

Пу́говица (в широком смысле) — небольшой предмет, выполненный из твердого материала, с отверстиями или ушком для крепления (преимущественно, способом пришивания) на одежде, обуви и предметах личного обихода (например, сумках). В более узком варианте — застёжка на одежде и других швейных изделиях, предназначенная для соединения её частей (пуговица на одной части одежды вдевается в петлю, находящуюся на другой части, и тем самым осуществляется застёгивание).
Пуговица (стандартизированный термин для изделий кожевенно-галантерейной, текстильно-галантерейной, обувной и швейной промышленности) — застёжка, предназначенная для соединения изделия через петлю (пуговица с отверстиями, пуговица ушковая, пуговица с клямерами).
Обычно пуговица — это простой диск с двумя или четырьмя сквозными отверстиями посередине. Однако встречаются другие виды формы пуговиц: например, квадратные, треугольные, цилиндрические или шарообразные. Количество отверстий также могут варьироваться.
Коллекционирование пуговиц называется филобутонистика.

## Этимология
Русское слово пуговица восходит к праслав. *pǫgy и имеет несколько этимологических теорий возникновения:
- родственное латыш. poga — «пуговица» и санскр. puñjaḥ — «куча, ком»
- связано с праслав. *pǫkъ — «пук, пучок»
- заимствовано из гот. puggs — «мешок, кошелёк»[4].

## История пуговиц

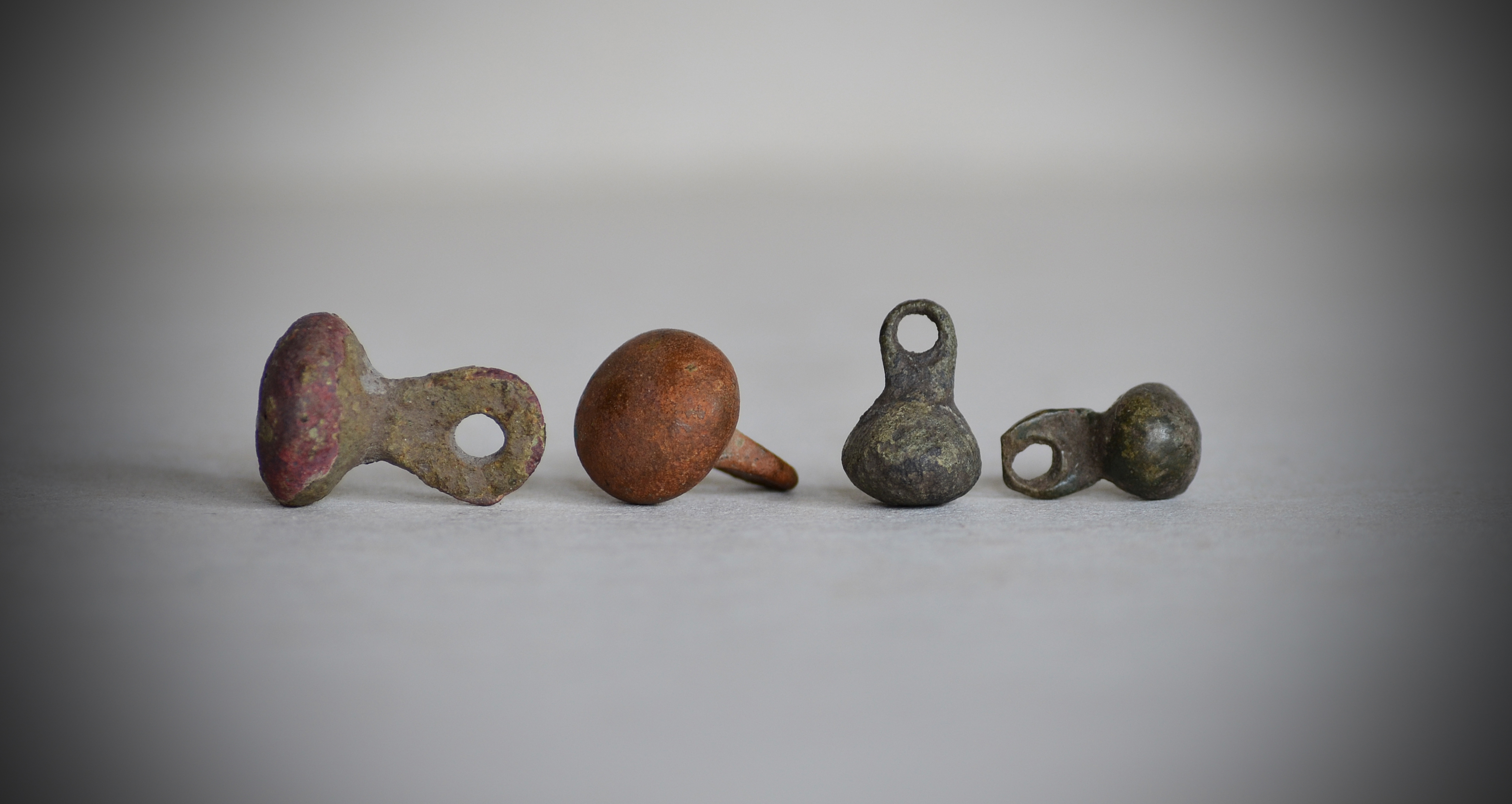
Древнерусские пуговицы-гирьки. Рязанское княжество.

Древние люди вместо пуговиц завязывали узлом концы своей одежды или использовали специальные завязки, шнуровку и булавки из шипов растений, кости и другие материалы. В Древнем Египте уже использовались пряжки или один кусок одежды продевался в отверстие, сделанное в другом, или концы просто связывались.
Самые древние предметы, похожие на пуговицы, используемые как украшения, а не для застёгивания, были обнаружены в Индии в долине реки Инд. Они относятся к эпохе Кот-Диджи Индской (до-хараппской) цивилизации (ок. 2800—2600 до н. э.). Подобные предметы эпохи бронзового века найдены в Китае (ок. 2000—1500 до н. э.), а также на территориях Древнего Рима и Древней Греции.

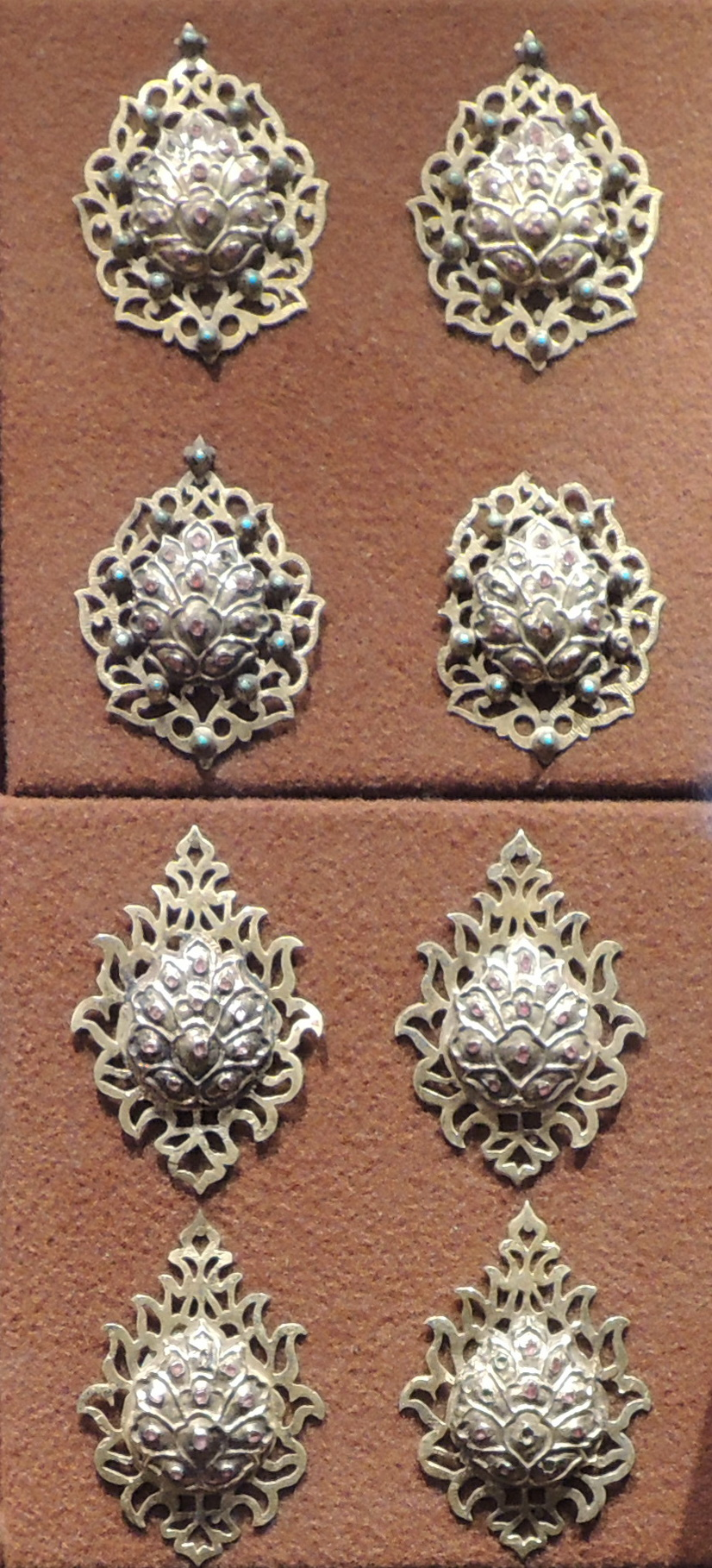
Запоны, Россия, XVII век (Музеи Кремля)

Пуговицы, изготовленные из ракушек, использовались в Индской цивилизации для декоративных целей приблизительно в 2000 году до нашей эры. Некоторые пуговицы имели правильные геометрические формы и отверстия, чтобы их можно было привязать к одежде с помощью нити. Ян МакНил считает, что «эти пуговицы первоначально использовались скорее как украшение, чем как застёжки. Самые ранние из них найдены в Мохенджо-Даро, в долине Инда. Они имеют криволинейную форму и изготовлены около 5000 лет тому назад».
Функциональные пуговицы, сделанные из камня, были найдены в Гёбекли-Тепе, на юго-востоке Турции. Они датируются 1500 г. до н. э. Функциональные пуговицы с петлями для застёгивания одежды появились впервые в Германии в XIII веке. Они быстро получили широкое распространение в Европе для изготовления более плотно облегающей одежды.
В прошлом пуговица была одним из важных магических амулетов, призванных отпугивать враждебные человеку силы. На Руси именно эта функция пуговицы долгое время оставалась основной.
Пуговицы, почти забытые в период раннего Средневековья, с изобретением в XIII веке кроя, позволявшего носить обтягивающую одежду, превратились из предметов утилитарного назначения в предметы роскоши. И это не удивительно, ведь мужской костюм той эпохи от подбородка до талии и от локтя до кисти застегивался на часто посаженные пуговицы числом иногда более сотни. Своей изысканностью пуговицы демонстрировали богатство их владельца. Сделанные из золота, серебра и слоновой кости, они символизировали достаток и высокое положение в обществе.
Исторически сложилось так, что пуговицы и застёжки на женской одежде обычно расположены с левой стороны. На этот счёт существует несколько версий. Основная гласит, что во времена внедрения пуговиц мужчины чаще одевались самостоятельно, а одеваться знатным женщинам приходилось помогать прислуге — поэтому пуговицы на женской одежде стали пришивать наоборот, чтобы делать это было сподручнее.

## Функции пуговиц

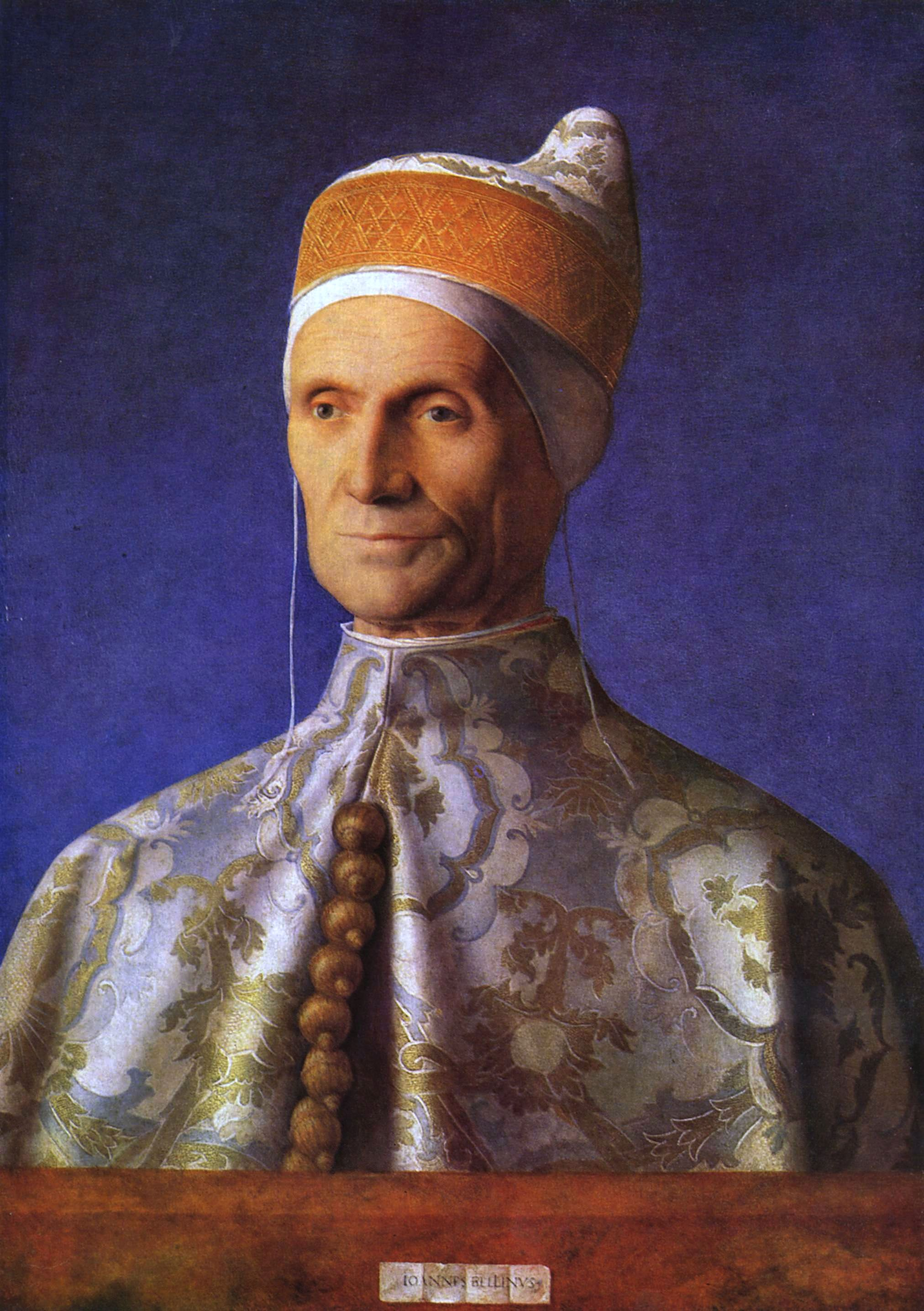
Пуговицы на портрете Дожа Леонардо Лоредана. 1501 год. Джованни Беллини. Национальная Галерея, Лондон.

Можно выделить четыре основные функции пуговицы:
- утилитарная — застёжка;
- декоративная — украшение;
- магическая — оберег или талисман;
- информативная — опознавательный знак.

### Декоративная функция
Долгое время пуговица служила декоративным украшением. Пуговицы изготовлялись из драгоценных металлов, кораллов, янтаря, жемчуга. Форма, размер, украшение пуговиц и их количество на одежде говорили о богатстве и социальном положении человека. Шуба могла стоить дешевле имеющихся на ней пуговиц. Были даже некоторые предметы одежды, имевшие более ста пуговиц.
В современной мужской одежде декоративную функцию играет запонка.
До XIX века около 70 % пуговиц шло на мужскую одежду.

### Магическая функция
Словарь Владимира Даля сообщает, что «пуговица — это пугалка». Пуговица была разновидностью амулета и должна была отпугивать враждебные силы. В полые пуговицы помещали дробину, кусочек олова или камушек, издававшие при движении приглушенный звук, напоминающий звук бубенца. Пуговица была оберегом. Такие пуговицы пришивались к одежде без петли, не застёгивались и не имели полезного назначения.

### Информативная функция

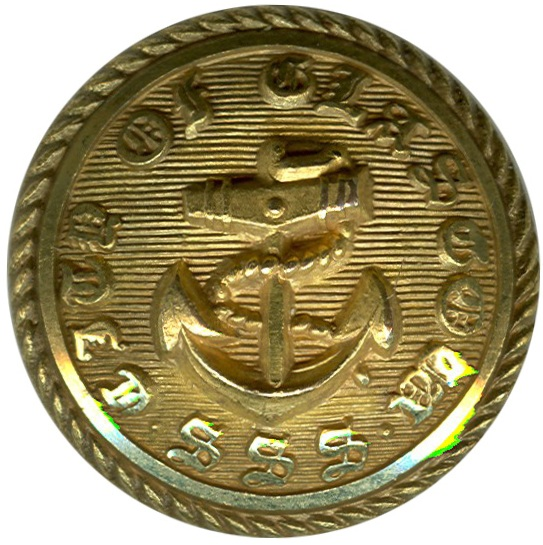
Пуговица мундира члена экипажа трансатлантического парохода SS "Сити оф Глазго". 1850-е.

Информативная функция пуговиц появилась довольно поздно. Пуговица используется как знак принадлежности к определённой группе, профессии, роду войск (сил) и т. д. (служебные мундиры, ливреи и т. п.)
— Вы ошибаетесь, милостивый государь. Я сам по себе. Притом между нами не может быть никаких тесных отношений.
Судя по пуговицам вашего вицмундира, вы должны служить по другому ведомству.
Н. В. Гоголь. «Нос».

Начиная с инаугурации первого президента США Джорджа Вашингтона в 1789 году, определённые виды пуговиц использовались в американских политических кампаниях на протяжении всего XIX века. Со временем они трансформировались в значки.

## Материал изготовления
Пуговицы изготавливались и изготавливаются из самых разнообразных материалов: металла, стекла, дерева, янтаря, перламутра, кожи, кости, фарфора, эбонита и т. д.
С 1930-х годов широкое распространение получили пластмассовые пуговицы.

## Разновидности пуговиц

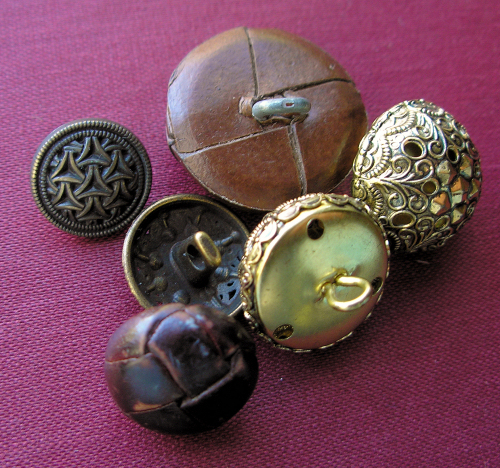
Пуговицы с ушком

- Пуговица с двумя или четырьмя сквозными отверстиями для пришивания. Редкой разновидностью являются пуговицы с тремя отверстиями. К примеру, такие перламутровые пуговицы являются отличительной чертой мужских рубашек фирмы Van Laack.
- Пуговица с ушком — на задней стороне пуговицы располагается выступ с единственным отверстием, за которое пуговица и пришивается к одежде.
- Джинсовые пуговицы — не пришиваются к одежде, а прикрепляются с помощью первоначально и сейчас (не модно) шипа (пуговица на т. н. «жёсткой» ножке) и (на так называемой «плавающей» ножке) заклёпки, хотя изредка встречаются разновидности с полой заклёпкой в верхнем углублении пуговицы на жёсткой ножке.
- Канадка двухщелевая.

## Русские пословицы и поговорки о пуговице
- Пуговички золочёные, а три дня не евши.
- Умная умница — что светлая пуговица.
- Пуговицы не литы, петли не виты, ничего не сделано.
- На чужой рот пуговицу не нашить.
- С солдата пуговку не сорвёшь.
- Стой, батальон: пуговку нашёл! Марш, марш — без ушка!

Из словаря Владимира Даля.